# Football Club Pro Vercelli 1892 2011-2012
Questa voce raccoglie le informazioni riguardanti il Football Club Pro Vercelli 1892 nelle competizioni ufficiali della stagione 2011-2012.

## Stagione
La stagione 2011-2012 vede la Pro Vercelli disputare il campionato di Prima Divisione dove mancava da 33 anni. La squadra guidata da mister Maurizio Braghin debutta a Como perdendo 1-0; la prima vittoria arriva alla terza giornata contro il Monza. La squadra, durante la stagione, rimane sempre nelle prime cinque squadre sorprendendo tutti e dimostrando di giocarsela anche con squadre più forti e costruite per vincere il campionato. Alla penultima di campionato a Sorrento grazie alla contemporanea sconfitta del Benevento la Pro conquista matematicamente il sogno Play-off. Come quinta classificata incontra il Taranto (2ª classificata) e battendolo (2-1) in casa , grazie alla doppietta di Espinal e impattando (0-0) allo Iacovone, davanti a 10.000 tifosi avversari, passa il turno. In finale contro il Carpi pareggia in casa (0-0), rimanendo in 10 già dal primo tempo; il ritorno si gioca a Modena a causa dell'inagibilità del Cabassi di Carpi a seguito del terremoto che pochi giorni prima ha colpito l'Emilia. Davanti a un migliaio di supporters vercellesi accorsi la Pro si trova già sotto di un gol al 2º minuto del primo tempo ma al 3°, su calcio d'angolo, Modolo pareggia subito; al 4° del secondo tempo Iemmello porta il risultato sull'(1-2) e sul finale Malatesta chiude la partita. La Pro Vercelli vince (3-1) in finale e si realizza così un'incredibile quanto inaspettata promozione in Serie B dopo 64 anni.
Nella Coppa Italia di Lega Pro la Pro Vercelli vince il girone di qualificazione, supera nel primo turno la Pro Patria, poi conclude la sua avventura al secondo turno perdendo ai calci di rigore contro la Tritium.

## Divise e sponsor
Lo sponsor tecnico per la stagione 2011-2012 è Erreà, mentre lo sponsor ufficiale è Biancamano.
| Casa | Trasferta | Terza divisa |

## Organigramma societario
Area direttiva
- Presidente: Massimo Secondo
- Amministratore delegato: Fabrizio Rizzi
- Direttore generale: Giancarlo Romairone
- Responsabile amministrativo: Stefano Bordone
- Addetto stampa: Filippo Simonetti
- Team manager: Pino Olmo
- Consigliere con delega settore giovanile: Jose Saggia
- Segretario generale: Antonino Avarello
- Responsabile legale: avv. Bruno Poy

Area tecnica
- Allenatore: Maurizio Braghin
- Allenatore in seconda: Alessandro Turone
- Preparatore portieri: Antonello De Giorgi
- Preparatore atletico: Stefano Bortolan
- Resp. staff sanitario: dottor Matteo Scala Marchiano
- Medico Sociale: dottor Massimiliano Scala Marchiano
- Team manager: Pino Olmo

## Calciomercato

### Sessione estiva
| Acquisti | Acquisti            | Acquisti    | Acquisti          |
| R.       | Nome                | da          | Modalità          |
| -------- | ------------------- | ----------- | ----------------- |
| P        | Marcos Miranda      | Fiorentina  | prestito          |
| D        | Angelo Bencivenga   | Parma       | prestito          |
| A        | Simone Malatesta    | Parma       | prestito          |
| D        | Francesco Battaglia | SPAL        | titolo definitivo |
| D        | Alberto Masi        | Sampdoria   | compartecipazione |
| D        | Alessandro Armenise | Varese      | prestito          |
| C        | Francesco Gazo      | AlbinoLeffe | prestito          |
| C        | Davide Nocciola     | Chievo      | compartecipazione |
| C        | Vinicio Espinal     | Portogruaro | titolo definitivo |
| C        | Umberto Germano     | Canavese    | titolo definitivo |
| A        | Gianni Fabiano      | Carpi       | titolo definitivo |
| A        | Pietro Tripoli      | Varese      | prestito          |
| A        | Pietro Iemmello     | Fiorentina  | prestito          |
| A        | Davide Tonani       | Chievo      | compartecipazione |

| Partenze | Partenze           | Partenze    | Partenze          |
| R.       | Nome               | a           | Modalità          |
| -------- | ------------------ | ----------- | ----------------- |
| D        | Nicolò Donida      | Cremonese   | fine prestito     |
| D        | Claudio Labriola   | Avellino    | titolo definitivo |
| C        | Mattia Corradi     | Monza       | titolo definitivo |
| C        | Stefano Mazzocco   |             | svincolato        |
| C        | Matteo Cagliano    | Santhià     | prestito          |
| D        | Tommaso Squillace  | Reggina     | titolo definitivo |
| D        | Alberto Schettino  | Alessandria | titolo definitivo |
| A        | Luca Orlando       | Paganese    | titolo definitivo |
| A        | Christian Esposito | AlbinoLeffe | fine prestito     |
| A        | Matteo Bonomi      | AlzanoCene  | titolo definitivo |

### Sessione invernale
| Acquisti | Acquisti         | Acquisti    | Acquisti |
| R.       | Nome             | da          | Modalità |
| -------- | ---------------- | ----------- | -------- |
| P        | Marco Martini    | Alessandria | prestito |
| C        | Federico Carraro | Fiorentina  | prestito |

| Cessioni | Cessioni         | Cessioni    | Cessioni          |
| R.       | Nome             | a           | Modalità          |
| -------- | ---------------- | ----------- | ----------------- |
| D        | Stefano Santoni  | Alessandria | prestito          |
| C        | Francesco Gazo   | AlbinoLeffe | fine prestito     |
| C        | Davide Nocciola  | Alessandria | prestito          |
| D        | Francesco Pigoni | Savona      | titolo definitivo |

## Rosa
| N. |                    | Ruolo | Calciatore             |
| -- | ------------------ | ----- | ---------------------- |
|    | Italia (bandiera)  | P     | Marzio Dan             |
|    | Italia (bandiera)  | P     | Andrea Tufano          |
|    | Brasile (bandiera) | P     | Marcos Miranda         |
|    | Italia (bandiera)  | P     | Alex Valentini         |
|    | Italia (bandiera)  | D     | Angelo Bencivenga      |
|    | Italia (bandiera)  | D     | Marco Modolo           |
|    | Italia (bandiera)  | D     | Alessandro Armenise    |
|    | Italia (bandiera)  | D     | Alessandro Ranellucci  |
|    | Italia (bandiera)  | D     | Tommaso Cancellotti    |
|    | Italia (bandiera)  | D     | Francesco Battaglia    |
|    | Italia (bandiera)  | D     | Alberto Masi           |
|    | Italia (bandiera)  | C     | Mauro Calvi (capitano) |
|    | Italia (bandiera)  | C     | Andrea Rosso           |

| N. |                            | Ruolo | Calciatore       |
| -- | -------------------------- | ----- | ---------------- |
|    | Italia (bandiera)          | C     | Stefano Murante  |
|    | Italia (bandiera)          | C     | Federico Carraro |
|    | Italia (bandiera)          | C     | Donato Disabato  |
|    | Rep. Dominicana (bandiera) | C     | Vinicio Espinal  |
|    | Italia (bandiera)          | C     | Andrea Marconi   |
|    | Italia (bandiera)          | C     | Umberto Germano  |
|    | Italia (bandiera)          | A     | Matteo Di Piazza |
|    | Italia (bandiera)          | A     | Marco Martini    |
|    | Italia (bandiera)          | A     | Gianni Fabiano   |
|    | Italia (bandiera)          | A     | Pietro Tripoli   |
|    | Italia (bandiera)          | A     | Pietro Iemmello  |
|    | Italia (bandiera)          | A     | Simone Malatesta |
|    | Italia (bandiera)          | A     | Davide Tonani    |

## Risultati

### Campionato

#### Girone d'andata
| Arbitro: | Cifelli (Campobasso) |

|           |           |  |
| Diogo 90’ | Marcatori |  |

| Vercelli 11 settembre 2011, ore 15:00 CEST 2ª giornata | Pro Vercelli                  | 0 – 0 referto | Foggia | Stadio Silvio Piola (1.716 spett.)\| Arbitro: \| De Faveri (San Donà di Piave) \| |
| Arbitro:                                               | De Faveri (San Donà di Piave) |               |        |                                                                                   |

| Arbitro: | Operato (Isernia) |

|  |           |             |
|  | Marcatori | 51’ Espinal |

| Vercelli 25 settembre 2011, ore 15:00 CEST 4ª giornata | Pro Vercelli    | 0 – 0 referto | Pisa | Stadio Silvio Piola (1.610 spett.)\| Arbitro: \| La Penna (Roma) \| |
| Arbitro:                                               | La Penna (Roma) |               |      |                                                                     |

| Arbitro: | Aloisi (Avezzano) |

|                  |           |             |
| Vacca 62’ (rig.) | Marcatori | 3’ Iemmello |

| Arbitro: | Bellutti (Trento) |

|                                                         |           |             |
| Di Piazza 26’ A. Marconi 43’ Disabato 54’ Malatesta 74’ | Marcatori | 33’ Lasagna |

| Arbitro: | Minelli (Varese) |

|                       |           |               |
| Ranellucci 82’ (aut.) | Marcatori | 10’ Di Piazza |

| Vercelli 16 ottobre 2011, ore 15:00 CEST 8ª giornata | Pro Vercelli    | 0 – 0 referto | Taranto | Stadio Silvio Piola (2.150 spett.)\| Arbitro: \| Merlino (Udine) \| |
| Arbitro:                                             | Merlino (Udine) |               |         |                                                                     |

| Arbitro: | Abisso (Palermo) |

|                     |           |                                  |
| E. Bortolotto 90+3’ | Marcatori | 28’ (aut.) Dionisi 90+2’ Santoni |

| Arbitro: | Pezzuto (Lecce) |

|  |           |                   |
|  | Marcatori | 90+1’ Castellazzi |

| Arbitro: | D'Angelo (Ascoli Piceno) |

|               |           |                      |
| M. Marchi 15’ | Marcatori | 56’ Fabiano 79’ Masi |

| Arbitro: | Fanton (Lodi) |

|                                   |           |  |
| Malatesta 32’ Iemmello 70’ (rig.) | Marcatori |  |

| Arbitro: | Morreale (Roma) |

|  |           |               |
|  | Marcatori | 58’ Malatesta |

| Arbitro: | Gallo (Barcellona Pozzo di Gotto) |

|               |           |  |
| Malatesta 85’ | Marcatori |  |

| Arbitro: | Bindoni (Venezia) |

|           |           |  |
| Gotti 14’ | Marcatori |  |

| Arbitro: | Pasqua (Tivoli) |

|                                               |           |  |
| Malatesta 29’, 54’ Iemmello 45+1’ Germano 49’ | Marcatori |  |

| Arbitro: | Abbattista (Molfetta) |

|                                  |           |             |
| Ranellucci 28’ (aut.) Eusepi 64’ | Marcatori | 51’ Espinal |

#### Girone di ritorno
| Arbitro: | Roca (Foggia) |

|                                |           |  |
| Zullo 7’ (aut.) Bencivenga 25’ | Marcatori |  |

| Arbitro: | D'Angelo (Ascoli Piceno) |

|              |           |               |
| Agodirin 44’ | Marcatori | 12’ Malatesta |

| Arbitro: | Castrignanò (Brindisi) |

|               |           |                 |
| Malatesta 53’ | Marcatori | 40’ Torregrossa |

| Arbitro: | Operato (Isernia) |

|               |           |                                            |
| Buscaroli 16’ | Marcatori | 8’ 45+2’ Martini 57’ Di Piazza 70’ Germano |

| Arbitro: | Ghersini (Genova) |

|                               |           |  |
| Di Piazza 7’ 15’ Iemmello 78’ | Marcatori |  |

| Arbitro: | Aureliano (Bologna) |

|                           |           |              |
| Thiam 26’ L. Pezzella 43’ | Marcatori | 69’ Iemmello |

| Arbitro: | Maresca (Napoli) |

|                     |           |  |
| Iemmello 28’, 90+1’ | Marcatori |  |

| Taranto 4 marzo 2012, ore 14:30 CET 25ª giornata | Taranto                           | 0 – 0 referto | Pro Vercelli | Stadio Erasmo Iacovone (4.604 spett.)\| Arbitro: \| Caccia (San Benedetto del Tronto) \| |
| Arbitro:                                         | Caccia (San Benedetto del Tronto) |               |              |                                                                                          |

| Arbitro: | Bellotti (Verona) |

|                         |           |  |
| Martini 31’ Marconi 84’ | Marcatori |  |

| Foligno 18 marzo 2012, ore 14:30 CET 27ª giornata | Foligno             | 0 – 0 referto | Pro Vercelli | Stadio Enzo Blasone (673 spett.)\| Arbitro: \| Soricaro (Barletta) \| |
| Arbitro:                                          | Soricaro (Barletta) |               |              |                                                                       |

| Arbitro: | Illuzzi (Molfetta) |

|  |           |             |
|  | Marcatori | 49’ Carotti |

| Arbitro: | Giovani (Grosseto) |

|  |           |            |
|  | Marcatori | 5’ Martini |

| Arbitro: | Cifelli (Campobasso) |

|                      |           |  |
| Malatesta 36’ (rig.) | Marcatori |  |

| Arbitro: | Rocca (Vibo Valentia) |

|         |           |               |
| Arma 8’ | Marcatori | 90+3’ Martini |

| Vercelli 22 aprile 2012, ore 15:00 CEST 32ª giornata | Pro Vercelli     | 0 – 0 referto | Ternana | Stadio Silvio Piola (2.500 spett.)\| Arbitro: \| Maresca (Napoli) \| |
| Arbitro:                                             | Maresca (Napoli) |               |         |                                                                      |

| Arbitro: | Abbattista (Molfetta) |

|                  |           |              |
| Ginestra 43’ 85’ | Marcatori | 41’ Iemmello |

| Vercelli 6 maggio 2012, ore 15:00 CEST 34ª giornata | Pro Vercelli            | 0 – 0 referto | Carpi | Stadio Silvio Piola (1.317 spett.)\| Arbitro: \| Ripa (Nocera Inferiore) \| |
| Arbitro:                                            | Ripa (Nocera Inferiore) |               |       |                                                                             |

### Play-off
| Arbitro: | Bindoni (Venezia) |

|                   |           |               |
| Espinal 40’ 90+4’ | Marcatori | 50’ Antonazzo |

| Taranto 27 maggio 2012, ore 15:00 CEST Semifinale (ritorno) | Taranto         | 0 – 0 referto | Pro Vercelli | Stadio Erasmo Iacovone (9.056 spett.)\| Arbitro: \| La Penna (Roma) \| |
| Arbitro:                                                    | La Penna (Roma) |               |              |                                                                        |

| Vercelli 3 giugno 2012, ore 17:00 CEST Finale (andata) | Pro Vercelli          | 0 – 0 referto | Carpi | Stadio Silvio Piola (2.813 spett.)\| Arbitro: \| Abbattista (Molfetta) \| |
| Arbitro:                                               | Abbattista (Molfetta) |               |       |                                                                           |

| Arbitro: | Pasqua (Tivoli) |

|             |           |                                      |
| Ferretti 2’ | Marcatori | 4’ Modolo 48’ Iemmello 84’ Malatesta |

## Coppa Italia Lega Pro
Fase eliminatoria a gironi (Gruppo B)
| Arbitro: | Brasi (Seregno) |

|  |           |                              |
|  | Marcatori | 60’ Di Piazza 89’ Bencivenga |

| Arbitro: | Aureliano (Bologna) |

|           |           |                |
| Calvi 54’ | Marcatori | 30’ Battaglino |

| Arbitro: | Caso (Verona) |

|  |           |                         |
|  | Marcatori | 25’ Iemmello 90+5’ Masi |

| Arbitro: | Benassi (Bologna) |

|            |           |           |
| Modolo 22’ | Marcatori | 25’ Dimas |

| Squadra         | Pt | G | V | N | P | RF | RS | DR  |
| --------------- | -- | - | - | - | - | -- | -- | --- |
| 1. Renate       | 8  | 4 | 2 | 2 | 0 | 7  | 2  | +5  |
| 2. Pro Vercelli | 8  | 4 | 2 | 2 | 0 | 6  | 2  | +4  |
| 3. Monza        | 5  | 4 | 1 | 2 | 1 | 4  | 4  | 0   |
| 4. Montichiari  | 5  | 4 | 1 | 2 | 1 | 4  | 6  | -2  |
| 5. Pergocrema   | 0  | 4 | 0 | 0 | 4 | 1  | 11 | -10 |

Primo turno
| Arbitro: | Ferrari (Mestre) |

|  |           |                                    |
|  | Marcatori | 12’ Tonani 23’ Tripoli 24’ Germano |

Secondo turno
| Arbitro: | Caso (Verona) |

|                                                       |                      |                                                            |
| Tonani 2’                                             | Marcatori            | 43’ Floriano                                               |
| Bencivenga Tripoli Rosso Iemmello Ranellucci Nocciola | Tiri di rigore 4 – 5 | Floriano R.Bortolotto Di Ceglie Spampati Possenti Malgrati |